# Sant'Ilario d'Enza
Sant'Ilario d'Enza är en ort och kommun i provinsen Reggio Emilia i regionen Emilia-Romagna i Italien. Kommunen hade 11 188 invånare (2022).